# Barbara Fülgraff
Barbara Fülgraff, auch Fülgraff-Schmidtchen  (* 15. Januar 1935; † 10. Mai 2008) war eine deutsche Soziologin, Bildungsforscherin und Gerontologin; sie lehrte als Professorin an der Universität Oldenburg.

## Werdegang
Barbara Fülgraff studierte Soziologie, Politikwissenschaft, Philosophie und Geschichte in Freiburg im Breisgau, Berlin und den USA. Fülgraffs Doktorarbeit an der Albert-Ludwigs-Universität Freiburg hatte 1963 den Einfluss des Fernsehens auf die gesellschaftliche Veränderung des Familienlebens zum Thema. Bevor Fülgraff danach wissenschaftliche Mitarbeiterin an der Universität Frankfurt am Main und später dort Akademische Rätin wurde, hatte sie in Frankfurt in der Demoskopie gearbeitet.
Im ersten abgeschlossenen Berufungsverfahren der neu gegründeten Universität Oldenburg wurde Fülgraff zur Professorin berufen. Sie arbeitete am Institut für Pädagogik, bis sie 1998 aus dem Hochschuldienst ausschied. Zu ihrem Abschied wurde ein Symposium veranstaltet. Nach ihrer Emeritierung bildete Fülgraff sich in Logotherapie und Existenzanalyse fort und übernahm Referentenaufgaben im Churer Institut für Logotherapie und Existenzanalyse.
2005 wurde Barbara Fülgraff mit dem Verdienstkreuz des
Niedersächsischen Verdienstordens am Bande ausgezeichnet.
Barbara Fülgraff war verheiratet mit dem Soziologen Gerhard Schmidtchen; es war ihre zweite Ehe.

## Arbeitsgebiete
Barbara Fülgraffs Arbeitsgebiet war die Gerontologie. Der Schwerpunkt ihrer Arbeit lag dabei auf dem Gebiet der Erwachsenenbildung. Zentrale Überlegung Fülgraffs ist, dass Arbeit eine Grundvoraussetzung für ein erfülltes Alter ist. Die Förderung geistiger Arbeit bei Älteren war dabei zentrales Anliegen; die Universität sah sie als einen Ort institutionalisierter Begegnung von Generationen, in die auch die Älteren einbezogen werden müssen, soll sie vollständige Begegnung sein.
Im Vorstand der Volkshochschule Oldenburg engagierte sich Fülgraff auch außeruniversitär für die Erwachsenenbildung.

## Schriften
- Fernsehen und Familie. Die Rolle des Fernsehens im Prozeß des strukturalen Wandels der Familie. Universität Freiburg, 1963 (Dissertation)
- mit Rolf Gerhard: Neue Mitarbeiter in der Weiterbildung. Arbeitskreis Universitäre Erwachsenenbildung, Hannover 1981, ISBN 978-3-88272-048-8
- mit Andrea Caspers: Frauen um 60 – Handreichungen für die Planung und Durchführung von Kursen zur Orientierung und Motivierung. BIS, Oldenburg 1993, ISBN 978-3-8142-0424-6

Beispiele für Aufsätze
- Lernen in der zweiten Lebenshälfte. In: Hessische Blätter für Volksbildung, Bd. 3, 1972, ISSN 0018-103X, S. 249–256
- Substitute für Arbeit im Alter. In: Aktuelle Gerontologie, Bd. 2, 1972, ISSN 0300-5704, S. 458
- mit Brunhilde Arnold: Studieren in der zweiten Lebenshälfte – Gegenströmung zur sozialen und kulturellen Verarmung im Alter?. In Zeitschrift für Gerontologie, Bd. 16, 1983, ISSN 0044-281X, S. 228–233